# ساسولی (هیرمند)
ساسولی، روستایی است از توابع بخش مرکزی شهرستان هیرمند در استان سیستان و بلوچستان ایران.
این روستا در دهستان جهان‌آباد قرار دارد و بر اساس سرشماری سال ۱۳۸۵ جمعیت آن (۱۲۲ خانوار) ۶۰۰ نفر بوده‌است.